# Сырда (Кировская область)
Сырда — деревня в Верхошижемском районе Кировской области, административный центр Сырдинского сельского поселения. 

## География
Находится на расстоянии примерно 22 км на северо-восток от районного центра посёлка Верхошижемье. 

## История
Известна с 1719 года как починок Сырдинский с населением 20 душ мужского пола, в 1764 году 117 жителей. В 1873 году учтено здесь (починок Сырданский) дворов 27 и жителей 232, в 1905 17 и 100, в 1926 (уже деревня Сырда) 26 и 119, в 1950 24 и 85. В 1989 году проживало 501 человек, свезенных, видимо, с окрестных деревень в рамках политики «ликвидации неперспективных деревень». Окончательно нынешнее название утвердилось с 1939 года.

## Население
Постоянное население  составляло 471 человека (русские 89%) в 2002 году, 459 в 2010.